# Пярні
Пя́рні (ест. Pärni küla) — село в Естонії, у волості Ляене-Сааре повіту Сааремаа.

## Населення
Чисельність населення на 31 грудня 2011 року становила 15 осіб.

## Географія
Дістатись села можна автошляхами 118 (Симера — Кярла — Удувере), повертаючи на південний захід від села Іразе, або 101 (Тиллі — Мустьяла — Таґаранна), повертаючи від села Ансі на північний схід.

## Історія
Село Пярні відоме з 1790 року під назвою Перні (Perni).
До 12 грудня 2014 року село входило до складу волості Каарма.

## Пам'ятки
- Історичне кладовище (Pärni kalmistu)[3].
- Місце жертвопринесення (ohverdamiskoht)[4].
- Жертовник (жертовний камінь) (ohvrikivi)[5].